# Wilhelm Giese
Wilhelm Giese (Metz, Lorena, 20 de fevereiro de 1895 — Buchholz in der Nordheide, 27 de abril de 1990) foi um linguista e etnólogo, especializado nas línguas românicas e na etnografia comparativa dos povos românicos, autor de uma vasta obra sobre essas temáticas publicada nas línguas alemã e espanhola. O seu contributo como hispanista é considerado de grande relevância. 

## Biografia
Filho de uma cantora lírica, Wilhelm Giese nasceu em Metz, na Lorena, então parte do Império Alemão. Seguiu um percurso escolar típico, frequentando a escola elementar na sua cidade natal e depois a Oberrealschule de Kaiserslautern, onde terminou o ensino secundário com o seu Abitur.. 
Wilhelm Giese inscreveu-se na Universidade de Munique, mas foi obrigado a interromper os estudos devido ao desencadear da Primeira Guerra Mundial. Incorporado no Exército Alemão em 1915, serviu na Sérvia, na Roménia e na França. Em 1918, foi feito prisioneiro de guerra pelos franceses, permanecendo num campo de prisioneiros até ser libertado em 1920, ano em que retornou para a Alemanha.
Retomou os seus estudos, estudando filologia inglesa e celta, linguística, etnologia e filosofia.. A partir de 1923, passou a trabalhar como bibliotecário do centro de estudo das línguas e culturas românicas do Instituto Ibéro-Americano de Hamburgo (Ibero-Amerikanische Institut). Em 1924, sob a orientação de Bernhard Schädel, defendeu a sua tese de doutoramento tendo como tema as armas na literatura espanhola dos séculos XII e XIII.
Em 1930, Wilhelm Giese tornou-se professor da Universidade de Hamburgo. Em 1935, obteve a cátedra de estudos românicos da Universidade de Halle.. Como numerosos universitários da época, Wilhelm Giese aderiu a 1 de maio de 1937 ao Partido Nacional-Socialista dos Trabalhadores Alemães, o NSDAP. Em 1938, foi nomeado professor da Universidade de Hamburgo, cadeira professoral que ocupará até se aposentar em 1960..
Romanista da escola de Hamburgo, influenciado pela escola das «Palavras e das coisas» («Mots et des choses»), Wilhelm Giese interessou-se pelas diversas manifestações linguísticas e culturais dos povos indo-europeus, privilegiando um método histórico, descritivo e comparativo. Este método de terreno rigoroso, típico dos filólogos da escola de Hamburgo, fez do período entre as duas guerras mundiais a idade de ouro da etnografia alemã. O estudo de Giese sobre os costumes em torno de Niolo, na Córsega, prefigura os trabalhos de investigação que realizará um pouco mais tarde na França rural da década de 1930, no contexto da revista «Volksturm und Kultur der Romanen».
Homem do terreno, como o comprovou nos seus trabalhos e investigação realizados no Dauphiné, Wilhelm Giese soube conciliar o fruto das suas observações meticulosas com as observações de outros investigadores. Os seus trabalhos linguísticos, nas fronteiras da etnografia, durante muito tempo esquecidos, conhecem presentemente um interesse renovado.
Estudou a etnologia dos Açores, especialmente os trajes e a habitação rural, e foi sócio honorário do Instituto Histórico da Ilha Terceira.

## Publicações
Entre muitas outras, Wilhelm Giese é autor das seguintes obras:
- Nordost-Cádiz. Ein kulturwissenschaftlicher Beitrag zur Erforschung Andalusiens, Halle 1937.
- Geschichte der spanischen und portugiesischen Literatur, Athenäum-Verl., Bonn, 1949.
- Los pueblos románicos y su cultura popular. Guía etnográfico-folklórica, Bogotá, 1962.
- Contribución al estudio del problema del antiguo tocado corniforme de las mujeres vascas, Evert, Hamburg, 1937
- (Dir.) Zur jetzigen Situation der Aromunen auf dem Balkan, München, 1965.
- Die Kultur Spaniens, Portugals und Iberoamerikas, Akademische Verlagsgesellschaft Athenaion, Frankfurt, 1973.
- Zur jetzigen Situation der Aromunen auf dem Balkan, Societatea Academică Română, München, 1965.
- Volkskundliches aus den Hochalpen des Dauphiné, in Sonderdruck aus Volkstum und Kultur der Romanen.
- Waffen nach der spanischen Literatur des 12. und 13. Jahrhunderts, tese, Hamburg, 1924.